# فتش عن المرأة (فلم)
فتش عن المرأة  فيلم دراما وجريمة مصري  من تأليف وإخراج أحمد جلال عام 1939. قام بالبطولة آسيا داغر، ماري كويني، عباس فارس ومحسن سرحان في أول بطولاته في السينما. تدور أحداث الفيلم حول عادل وزوجته هدى المتعالية المستهترة، في حين أنه بسيط التعامل ويعمل على الحصول على حقوق الفلاحين ومساعدتهم. وفي الوقت الذي تؤيِّد شقيقة الزوجة أفعال عادل، ترفض الزوجة وتتهمه بإهمالها والبُعد عنها، وتبدأ في إثارة المشاكل.
صدر الفيلم إلى دور العرض المصرية في 5 يناير 1939.
منح موقع قاعدة بيانات الأفلام العربية «السينما.كوم» الفيلم درجة 5.7/ 10.

## أحداث الفيلم
يعيش المحامى الشاب عادل (محسن سرحان) في الريف متفاعلاً مع الفلاحين ومشاكلهم، يحاول كثيراً الدفاع عن حقوقهم ويجد سعادته في الحياة بينهم ولكن يزعج هذا زوجته «هدى» التي تعيش بعيداً عن أجواء الفلاحين، مترفعة وتستغرقها حياة اللهو والاستهتار والحفلات الساهرة مع ذويها وأصدقائها. على العكس منها نجد شقيقتها الصغرى «ملك» التي تميل إلى ما يفعله «عادل» وتؤمن به. تتهم الزوجة المتعالية زوجها عادل بالانصراف عنها وعدم الاهتمام بها وعدم مشاركتها حياتها، وترى أنه يهتم بالفلاحين أكثر من اهتمامه بزوجته، وعلى الجانب الآخر يتهم الزوج زوجته بعيش حياة الاستهتار التي لا معنى لها، بل ويواجهها بأن شقيقتها «ملك» أفضل منها لأن لها رسالة وأنه يتمنى لو تزوج من شقيقتها بدلاً منها. تثور الزوجة معتقدة أن هناك علاقة عاطفية بين زوجها وشقيقتها، الأمر الذي يصل بعادل وزوجته هدى إلى الفراق. تتعرف هدى على الشاب «رشيد» في لبنان، ثم تتركه، فيحاول ابتزازها وتأتي المفاجأة عندما يموت رشيد مقتولاً. تنفعل هدى وتعترف أنها القاتلة، ولكن تظهر التحقيقات برائتها وأن الخادم هو القاتل. تحاول ملك إيضاح الأمور والوساطة بين «عادل» وهدى وإقناع الشقيقة الكبرى برسالة «عادل». تتنازل هدى عن بعض من كبريائها وتتعامل مع الفلاحين فتلمس فيهم إنسانيتهم وكم يحبون زوجها ويدعون له بل وكم هم طيبون وفي حاجة لمن يقف إلى جانبهم، وهكذا تفهمت الزوجة مواقف زوجها، وتعود إليه في زي فلاحة ويعود إليها زوجها ونظرة السعادة في عينيه.

## طاقم التمثيل
- آسيا داغر
- ماري كويني
- محسن سرحان
- عباس فارس
- هند عادل [13]-
- ثريا فخري
- محمد عبد المنعم
- أحمد درويش[14][15]

بطل الفيلم
شاهد المخرج أحمد جلال بطل الفيلم محسن سرحان في مسرحية «الذبائح» لأنطوان يزبك (الذي تخصص في كتابة المسرحيات العنيفة التي تعالج المشاكل الاجتماعية والتي برع فيها مسرح يوسف وهبي) وأعجب به واشركه في البداية بدور صغير في فيلم «بنت الباشا المدير» ثم أسند له أول دور بطولة يمثله في «فتش عن المرأة» ونجح نجاحاً كبيراً.

## أغاني الفيلم
أيامنا الخالية - عندما تهمس في اذنى - هيهات يابو الزلوف - يا غزيل يا غزيل - وسعوا الموجه
وعن الغناء في الفيلم كتب المؤرخ الفنى وجيه ندى مقالة تحت عنوان «أهل الطرب على الشاشة السينمائية» جاء فيها: «وكان عام 1939 والفيلم الغنائي المصري والموسيقى الغربية (فتش عن المرأة) ومع أكثر من 300 فاتنة و600 ممثل اجنبي»، وتابع الكاتب: «وفي الحقيقة لم تكن ماري مطربة وانما ادائها الغناء في الأفلام بصوتها أو بطريقة البلاي باك لا غبار عليها.»

## روابط خارجية
- مقالات تستعمل روابط فنية بلا صلة مع ويكي بيانات
- فتش عن المرأة على الدهليز
- فتش عن المرأة على كاروهات

https://www.peliplat.com/es/library/movie/pp12370929 فتش عن المرأة (فيلم)
https://www.csfd.sk/film/381889-fattich-an-el-mar-a/prehlad/ فتش عن المرأة (فيلم)
https://flyx.me/movie/5d3291fd873b0f2091811266/look-for-the-woman نسخة محفوظة 16 أغسطس 2022 على موقع واي باك مشين. فتش عن المرأة (فيلم)